# Caída de ballenas

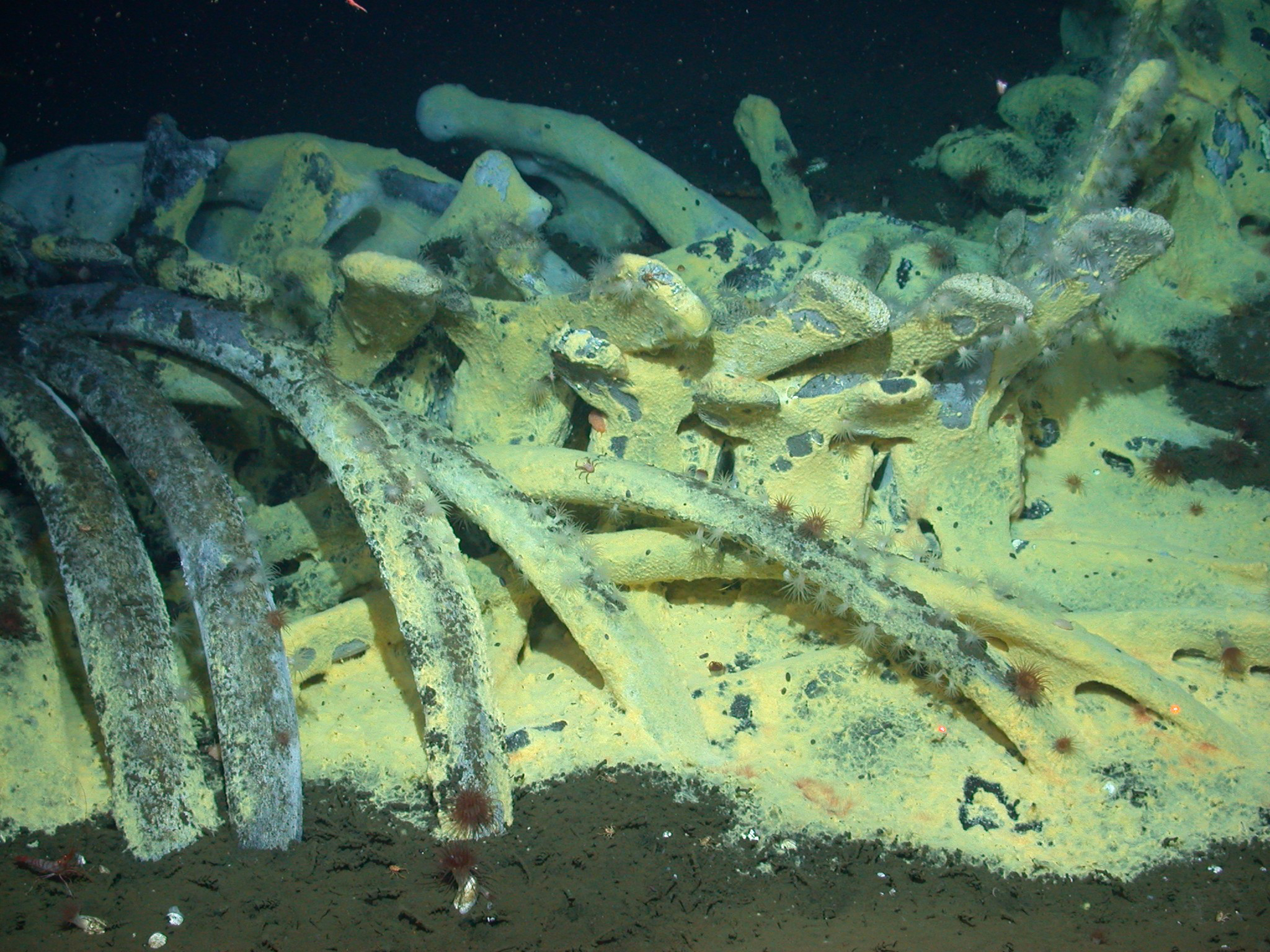
Restos de una ballena en el fondo de la cuenca de Santa Cruz a 1674 m de profundidad, a los seis años de su colocación experimental, mostrando la colonización por tapetes bacterianos, moluscos, cangrejos y otros invertebrados.

Una caída de ballena ocurre cuando el cadáver de una ballena cae al fondo marino a una profundidad mayor a 1000 m, en la zona batial o abisal. En el fondo marino, estos cadáveres pueden crear reducidos ecosistemas complejos que dan sustento a organismos del océano profundo durante décadas. Esto es distinto en aguas poco profundas, donde el cadáver de una ballena será consumido por carroñeros en un período de tiempo relativamente corto. Las caídas de ballenas fueron observadas por primera vez a finales de 1970 con el desarrollo de la exploración robótica de profundidades marinas. Desde entonces, se han observado varias caídas de ballenas naturales y realizado algunas experimentales. Se han monitoreado usando las observaciones de vehículos submarinos operados remotamente para entender patrones de sucesión ecológica en el fondo del océano profundo.
Las caídas de ballenas en aguas profundas son vistas como puntos calientes para la radiación adaptativa de fauna especializada. Los organismos que han sido observados en sitios de caídas de ballena incluyen isópodo gigantes, langostas squat, poliquetos, langostinos, nefrópidos, peces bruja, gusanos del género Osedax, braquiuros, holoturias y somniósidos. Se han descubierto nuevas especies, incluyendo algunas posiblemente especializadas en caídas de ballenas. Se ha postulado que las caídas de ballenas generan biodiversidad proveyendo los peldaños evolutivos para que varios linajes se muevan y adapten a nuevos hábitats ambientalmente desafiantes.
Los investigadores estiman que 690 000 cadáveres/esqueletos de nueve de las especies de ballenas más grandes están, en cualquier momento, en una de las cuatro de las etapas de sucesión. Esta estimación implica un espaciado promedio de 12 km y una cantidad tan pequeña como 5 km entre rutas de migración. Hipotetizan que esta distancia es lo suficientemente corta como para permitir que larvas se dispersen/migren de uno de estos puntos a otro.
Las caídas de ballenas pueden ocurrir en el profundo océano abierto debido a las bajas temperaturas y las altas presiones hidrostáticas. En el océano costero, una incidencia de predadores más alta junto a aguas más calientes aceleran la descomposición de los cadáveres de ballenas. Los cadáveres pueden flotar debido a los gases de descomposición, manteniendo al cadáver en la superficie. Los cuerpos de las ballenas más grandes (misticetos y cachalotes) son ligeramente más densos que el agua de mar circundante y solo boyan cuando sus pulmones se llenan de aire. Cuando los pulmones se desinflan, los cadáveres pueden alcanzar el suelo marino rápidamente y relativamente intactos debido a la falta de carroñeros significantes. Una vez en el océano profundo, las temperaturas frías disminuyen el ritmo de descomposición y las altas presiones hidroestáticas incrementan la solubilidad de gases permitiendo a los cadáveres permanecer intactos y hundirse a mayores profundidades.

## Contribución a la bomba biológica
La cantidad de carbono contenida en un solo cadáver típico de ballena (cerca de dos toneladas de carbono para un cadáver típico de 40 toneladas) es aproximadamente equivalente a la cantidad de carbono exportada a una hectárea de fondo oceánico abisal en 100-200 años. Esta cantidad de material orgánico alcanza el fondo marino y crea un pulso equivalente a cerca de 2000 años de flujo de carbono de fondo en los 50 metros cuadrados de sedimento inmediatamente circundantes. Esto ayuda a sostener la estructura comunitaria que se desarrolla alrededor de la caída de una ballena, pero también tiene implicaciones potenciales para la bomba biológica, o el flujo de material orgánico desde la superficie del océano hasta la profundidad.
Las ballenas y algunos otros grandes animales marinos se alimentan y siguen grandes agregaciones de zooplancton para su sustento. Basándose en una estructura trófica simple, esto significaría que las ballenas y otros grandes animales que se alimentan de zooplancton pueden encontrarse en mayor abundancia alrededor de las zonas de alta producción primaria, lo que las convierte potencialmente en importantes exportadores de carbono a las profundidades a través de las caídas de alimentos. Los modelos de bomba biológica indican que una gran cantidad de absorción de carbono por parte del mar profundo no es suministrada por el carbono orgánico particulado (POC) solamente, y debe provenir de otra fuente. La advección lateral de carbono, especialmente en las zonas costeras, contribuye a este déficit en el modelo, pero las caídas de alimentos son también otra fuente de carbono orgánico para el océano profundo.Se ha formulado la hipótesis de que varios porcentajes de la contribución de la caída de alimentos al flujo total de carbono hacia el océano profundo oscilan entre el 0,3% y el 4%.
Cada vez hay más pruebas de que la contribución de las caídas de alimentos al flujo de carbono de las profundidades oceánicas es mayor de lo que se propuso originalmente, especialmente a escala local en zonas de alta productividad primaria. Desafortunadamente, las contribuciones de las caídas de alimentos a la bomba biológica son difíciles de medir y dependen de unos pocos estudios fortuitos sobre caídas descubiertas así como de cadáveres plantados con gran parte de los estudios sobre el flujo de carbono en las profundidades del mar que dependen de trampas de sedimentos.

## Descubrimiento

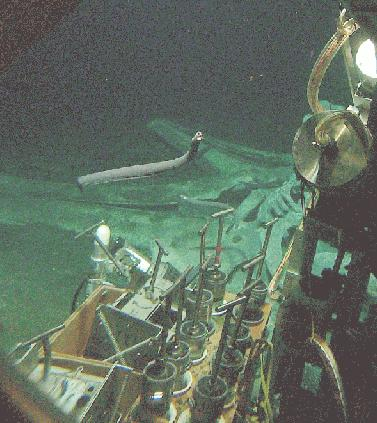
El esqueleto de una ballena gris yace en el fondo marino de la cuenca de Santa Cruz mientras un pez bruja nada a la vista del sumergible de alta mar ALVIN de la Marina de los EE.UU

La primera indicación de que los cadáveres de ballenas podían albergar comunidades animales especializadas se produjo en 1854 cuando se extrajo una nueva especie de mejillón de un trozo de grasa de ballena flotante. En la década de 1960, los rastreros de aguas profundas recuperaron sin querer otras nuevas especies de moluscos, incluidas las lapas (llamadas Osteopelta) adheridas a los huesos de ballena.
La primera caída de ballena abisal registrada fue descubierta por los pilotos de batiscafo de la Marina de los Estados Unidos, el Teniente Ken Hanson, el Jefe Maestro George Ellis y el Teniente Tom Vetter, cuando se sumergieron en el batiscafo Trieste II (DSV-1) el 19 de febrero de 1977. El esqueleto del cadáver, que estaba completamente desprovisto de tejido orgánico, permaneció intacto y se desplomó en el fondo del mar. El sumergible recuperó una mandíbula y falanges. La ballena fue considerada una ballena gris por el tamaño de los huesos y el esqueleto, la falta de dientes y su ubicación al oeste de Santa Catalina.
El primer ecosistema de caída de ballenas, que incluía un conjunto quimioautrofizante que vivía de la descomposición anaeróbica de material orgánico en los huesos de ballena, fue descubierto por un equipo de científicos dirigidos por el oceanógrafo de la Universidad de Hawái Craig Smith en 1987. El batiscafo Alvin observó los restos utilizando un sonar de barrido a 1240 m en la cuenca de Catalina y recogió las primeras imágenes fotográficas y muestras de animales y microbios de esta notable comunidad.
Desde entonces, muchas otras caídas de ballenas han sido encontradas por más investigadores y exploradores de alta mar, así como por submarinos navales. El aumento de la detección se debe en gran medida al uso de un sonar de barrido lateral de última generación que puede examinar minuciosamente el fondo del océano en búsqueda de grandes agregaciones de materia.

## Ecología

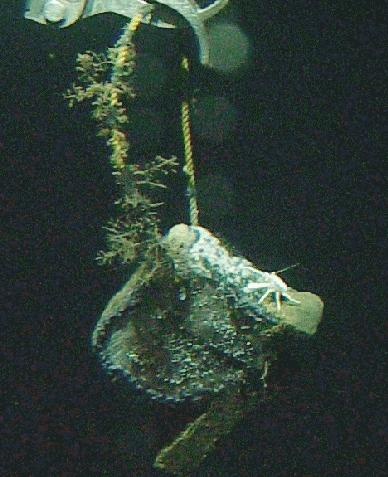
Un hueso de ballena recuperado del suelo de la Cuenca de Santa Catalina cinco años después de su colocación experimental. La superficie del hueso contiene parches de esteras bacterianas blancas y una langosta. Los hidroides han brotado en la cuerda amarilla unida al hueso.

Las caídas de ballenas se distribuyen de forma heterogénea a lo largo del espacio y el tiempo, con una concentración a lo largo de las rutas de migración. Hay mucho solapamiento de la fauna en estas caídas de ballenas a través de los océanos. Los mejillones y las almejas vesicomyidae pertenecen a grupos que albergan bacterias quimiosintéticas, que pueden extraer energía de productos químicos inorgánicos, como el azufre. Antes de que se descubriera su presencia en las caídas de ballenas, los únicos hábitats conocidos de estos grupos eran maderas hundidas y los respiraderos hidrotermales. De manera similar, antes solo se sabía que las almejas lucínidas habitaban en los rezumaderos de carbono y en los sedimentos anóxicos del fondo marino. Osedax, un género de gusanos poliquetos de las profundidades marinas, actúan como ingenieros del ecosistema excretando ácido para erosionar los huesos de las ballenas y absorber los nutrientes atrapados en ellos. Esto mejora la biodiversidad en las profundidades del mar al aumentar la difusión del agua en la matriz de los huesos y facilitar la colonización de la matriz ósea por especies más raras. El Osedax tiene efectos más dramáticos en los esqueletos juveniles, que no están tan bien calcificados como los esqueletos de los adultos.
En los sitios de caída de las ballenas es común ver presentes entre tres y cinco niveles tróficos, con dos fuentes nutricionales principales que constituyen la base de la red alimentaria. Los cadáveres de ballenas adultas pueden albergar hasta cinco niveles tróficos, mientras que los juveniles tienen más típicamente tres.
Estudios recientes también muestran una posible tendencia a la «división dual de nichos», en la que los carroñeros tienden a alcanzar densidades máximas en el cadáver durante el día y los depredadores están más presentes durante la noche, reduciendo la competencia entre los dos grupos tróficos. También existe una posible tendencia en los patrones de mareas y en la aparición de especies, lo que indica que las mareas también desempeñan un papel en la división de nichos.
Existen ecosistemas similares cuando otros grandes volúmenes de material rico en nutrientes caen al fondo del mar. Los lechos hundidos de algas crean caídas de algas, y los grandes árboles pueden hundirse para crear caídas de madera. En años más recientes, los naufragios también han proporcionado bases para comunidades de aguas profundas. En los ecosistemas formados después de una caída de ballenas, hay cuatro etapas de sucesión ecológica.

### Etapas del ecosistema
Hay cuatro etapas de descomposición asociadas a la caída de una ballena. Estas etapas varían en duración y se superponen entre sí con el tamaño del cadáver, la profundidad del agua y otras variables ambientales, como el flujo de marea. Las caídas de ballenas grandes e intactas parecen pasar por las cuatro etapas de descomposición, mientras que las etapas en los cadáveres más pequeños o parciales pueden estar truncadas.  Los cetáceos más pequeños, como las marsopas y los delfines, no pasan por las mismas etapas de sucesión ecológica debido a su pequeño tamaño y menor contenido en lípidos. Los investigadores creen que la presencia de los gusanos Osedax también puede ser un factor que contribuya a las diferencias de sucesión observadas.

#### Etapa 1
El período inicial comienza con los «carroñeros móviles» como el pez bruja y los tiburones somniósidos que consumen activamente los tejidos blandos del cadáver. El consumo puede ser de 40-60 kilogramos por día. Esta etapa suele durar desde algunos meses hasta 1,5 años.

#### Etapa 2
La segunda etapa presenta a los «oportunistas del enriquecimiento». Estos son animales que colonizan los huesos y sedimentos circundantes que han sido contaminados con materia orgánica del cadáver y cualquier otro tejido dejado por los carroñeros. Esta etapa puede durar desde algunos meses hasta 4,5 años.

#### Etapa 3
En la tercera etapa, las bacterias sulfófilas descomponen anaeróbicamente los lípidos incrustados en los huesos. En lugar de oxígeno, reducen el sulfato disuelto (SO42-) y excretan sulfuro de hidrógeno. Debido a la toxicidad del H2S, solo sobreviven las bacterias quimiosintéticas resistentes. Las placas bacterianas proporcionan alimento a los mejillones, almejas, lapas y caracoles de mar. Como los huesos de ballena son ricos en lípidos, que representan el 4-6% de su peso corporal, la etapa final de la digestión puede durar entre 50 y posiblemente 100 años.

#### Etapa 4
Algunos científicos postulan una cuarta etapa de sucesión ecológica en los sitios de caída de las ballenas, llamada «etapa de arrecife». La caída de una ballena entra en esta etapa una vez que los compuestos orgánicos se han agotado y solo quedan minerales en los huesos, que proporcionan un sustrato duro para la suspensión y los alimentadores de filtro.

### Metanogénesis
Un proceso llamado metanogénesis también puede ocurrir alrededor de las caídas de las ballenas. Las archaeas que producen metano pueden ser abundantes en el sedimento anóxico, pero no se encuentran típicamente en co-ocurrencia con la bacteria reductora de azufre que se encuentra en las caídas de ballenas. Sin embargo, las caídas de ballenas sustentan tanto a las bacterias reductoras de azufre como a las archaeas productoras de metano, lo que lleva a la conclusión de que el área no está limitada por donantes de electrones, y/o que hay una mínima o ninguna competencia por el sustrato adecuado. Los gradientes de concentración tanto de sulfuro como de metano pueden encontrarse alrededor de las caídas de ballenas, y la concentración más alta se encuentra a menos de un metro del cadáver, lo que es varios órdenes de magnitud más alto que las concentraciones de sedimentos circundantes. La metanogénesis parece ocurrir solo en los sedimentos a diferencia de la reducción de azufre, que ocurre tanto en los sedimentos como en los huesos del cadáver. La adición de la reducción de azufre tanto en los sedimentos como en los huesos de ballena con alto contenido en lípidos es un factor clave para que las caídas de ballena sean capaces de sostener comunidades en aguas profundas durante largos períodos de tiempo.

## Paleontología
Los fósiles de caída de ballena del Eoceno tardío y del Oligoceno (34-23 MYA) en Washington y del Plioceno en Italia incluyen almejas que también habitaron en ambientes no quimiosintéticos. Los animales solo quimiosintéticos no aparecen hasta el Mioceno (23-5 MYA) en California y Japón. Esto puede deberse a que el contenido en lípidos de los primeros huesos de ballena era demasiado bajo. A medida que las ballenas prehistóricas evolucionaron para vivir en aguas pelágicas y bucear más profundamente, los cambios estructurales en su anatomía incluyeron el aumento de tamaño, la reducción de la densidad ósea y un mayor contenido en lípidos. Es debido a este mayor contenido en lípidos que se estableció la comunidad quimiosintética en las profundidades del mar.
El descubrimiento de la lapa Osteopelta en un hueso de tortuga de Nueva Zelanda del Eoceno indica que estos animales evolucionaron antes que las ballenas, incluyendo la posibilidad de que habiten reptiles del Mesozoico (251-66 MYA). Es posible que hayan sobrevivido en filtraciones, caídas de madera y respiraderos mientras esperaban el intervalo de 20 millones de años entre la extinción de los reptiles y la aparición de las ballenas. Otra posibilidad es que estos fósiles representen un camino evolutivo previo y sin salida, y que los actuales animales de la caída de las ballenas hayan evolucionado de forma independiente.

## Efectos antrópicos

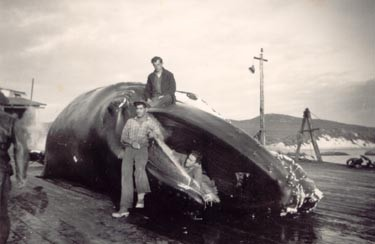
Balleneros posando con una ballena recientemente capturada.

Se ha sugerido que la industria ballenera ha tenido un efecto en la bomba biológica a través de la eliminación de muchas ballenas grandes, reduciendo la cantidad de caídas de ballenas. Los efectos de esto en los ensamblajes de comunidades bentónicas en caídas de ballenas no se comprenden bien. Sin embargo, se sugiere que la eliminación de grandes ballenas podría haber reducido la biomasa total de las profundidades marinas en más de un 30%. Las ballenas almacenaron cantidades masivas de carbono que fueron exportadas a las profundidades marinas durante los eventos de caídas de ballenas. Así pues, la caza de ballenas también ha reducido la capacidad de las profundidades marinas para secuestrar carbono. El carbono puede secuestrarse durante cientos o miles de años en las profundidades marinas, sustentando a las comunidades bentónicas. Se estima que, en términos de secuestro de carbono, cada ballena equivale a miles de árboles.

## Comparación con la caída de cadáveres de otros animales grandes
También ha habido estudios basados en los cadáveres de otros vertebrados marinos no mamíferos que han caído a las profundidades del mar. En particular, el descubrimiento fortuito de un cadáver de tiburón ballena y de tres cadáveres de raya mobúlida dio lugar a observaciones de las comunidades que se forman alrededor de las grandes caídas de elasmobranquios, a diferencia de las caídas de ballenas. El tiburón ballena habita regularmente en aguas de unos 1.000 metros de profundidad, lo que sugiere que podría ser una forma regular de caída de alimento en zonas donde abunda. Se encontraron muchas anguilas (Zoarcidae) rodeando al tiburón ballena con algunas pruebas de alimentación directa ya que se observaron perforaciones en el cadáver. Otra teoría sugiere que las anguilas esperaban a su principal presa, los anfípodos y otros pequeños animales bentónicos. Las tres rayas encontradas se encontraban en diferentes etapas de descomposición, lo que dio lugar a diversos ensamblajes que se encontraron alrededor de los individuos. Se encontró una mayor abundancia de carroñeros alrededor de los individuos más intactos, incluidos los carroñeros típicos de las caídas de las ballenas como el pez bruja. Alrededor del individuo menos intacto se observó placa bacteriana en la zona de enriquecimiento, pero no se vieron almejas o mejillones típicos de las caídas de ballenas.
En general, los cuatro cadáveres observados no mostraron ninguna evidencia de progresión más allá de la etapa de carroñero. Las limitaciones de tamaño, así como las diferencias fisiológicas entre los grandes elasmobranquios y las ballenas son las causas más probables de los cambios observados en las comunidades que rodean sus respectivos cadáveres. Los gusanos Osedax tienen la capacidad de extraer colágeno de los huesos, así como lípidos, lo que les permite sustentarse en huesos distintos de los restos ricos en lípidos de las ballenas. Aunque en este estudio no se encontró ningún Osedax en los restos no mamíferos, su ausencia puede haberse debido al momento de la observación, y el Osedax todavía no había colonizado los cadáveres. Varios estudios sobre cetáceos más pequeños y otras caídas de alimentos de vertebrados marinos llegan a conclusiones similares, en el sentido de que estas caídas traen una gran cantidad de material orgánico nuevo a la profundidad, pero apoyan sobre todo a una comunidad de carroñeros, a diferencia del diverso ensamblaje que se observa en las caídas de ballenas. Esta conclusión puede extraerse basándose en el conocimiento de que las grandes ballenas tienen un contenido en lípidos mucho mayor en su composición de masa y en su médula ósea, lo que sustenta a las diversas comunidades presentes en sucesión en las caídas de ballenas.